# Villa Nizzastraße 9 (Radebeul)
Die Villa Nizzastraße 9 liegt im Stadtteil Oberlößnitz der sächsischen Stadt Radebeul, zwei Bauplätze neben der Villa Agnes von Karl May. Die Häuser gleichen Typs wurden 1879/1880 von den Gebrüdern Ziller erbaut.

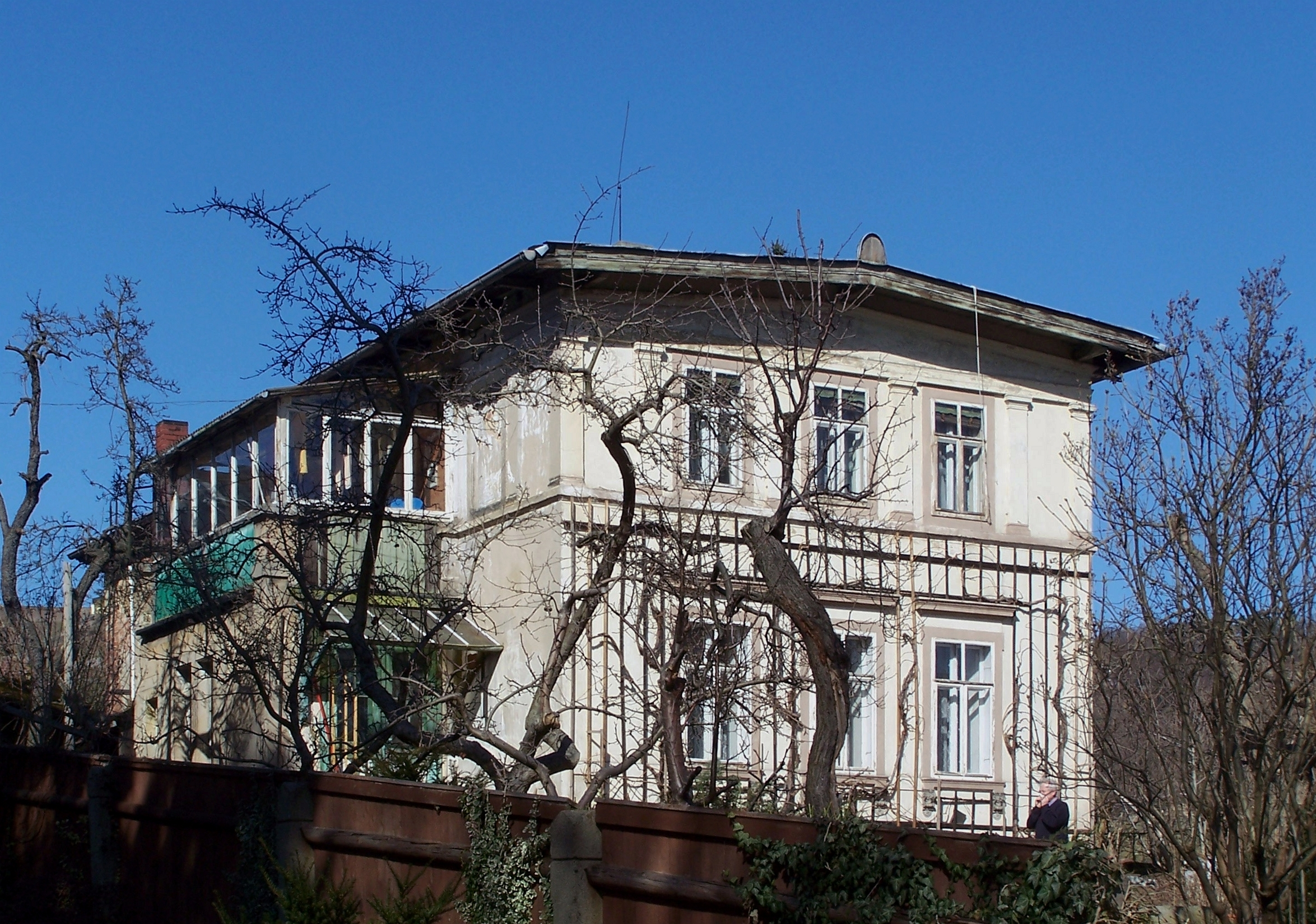
Villa Nizzastraße 9 (2010)

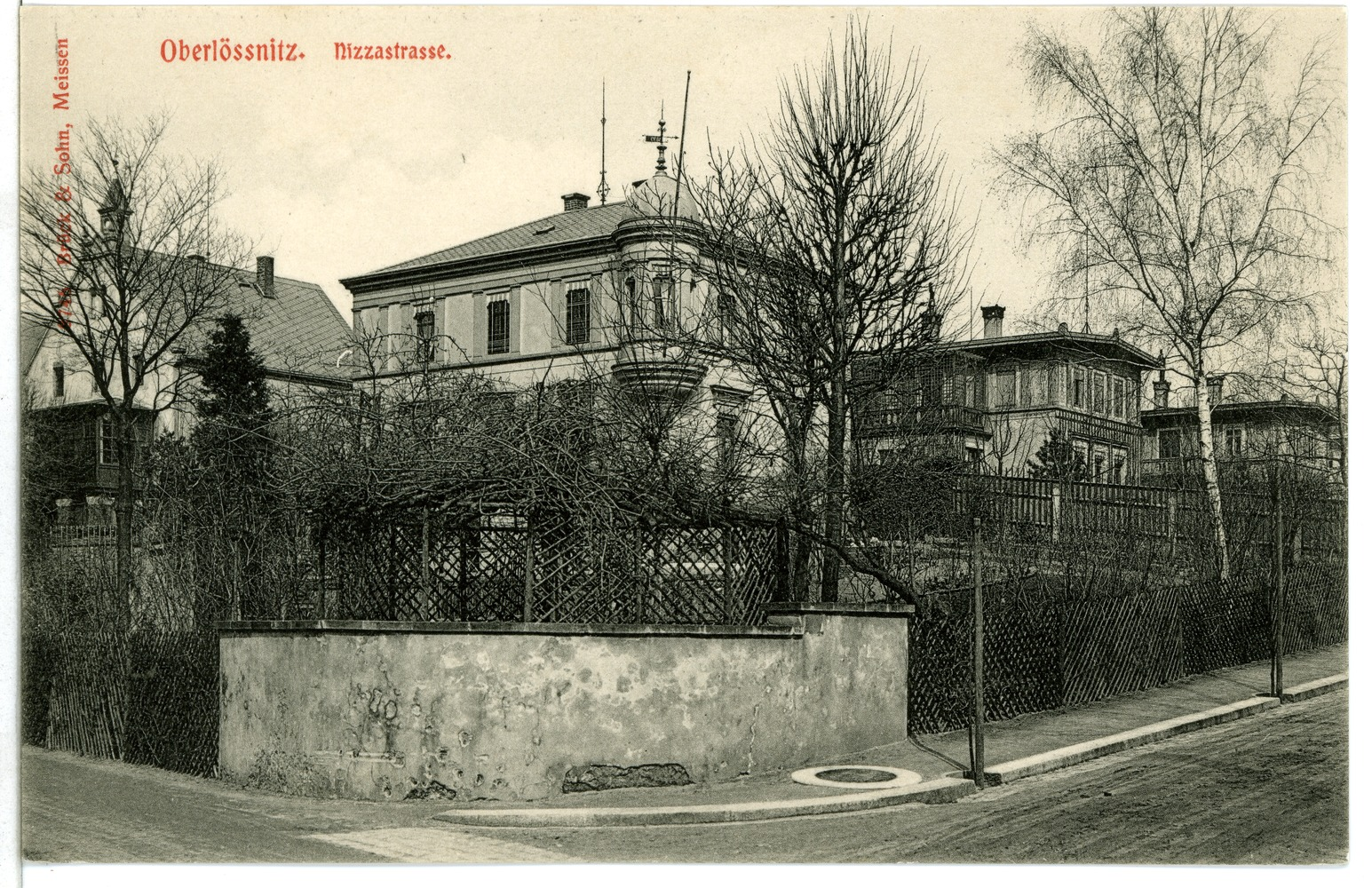
Villa Nizzastraße 9 (1907), zwischen Nizzastraße 11 (ganz rechts) und dem Eckhaus Nizzastraße 7; ganz links steht das Heim des Politikers Bernhard Behrens.

## Beschreibung

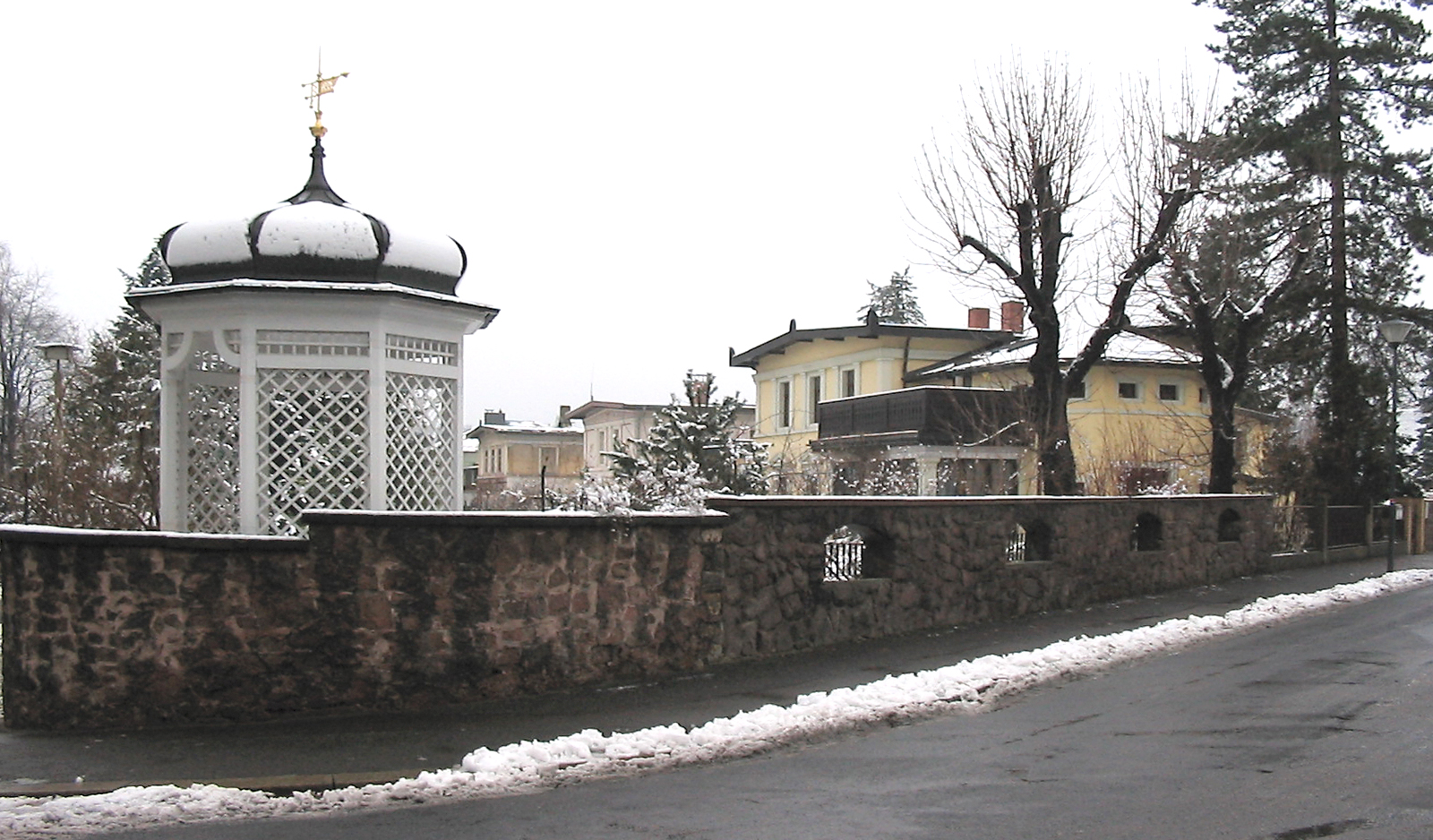
Villa Agnes mit Pavillon, Blick zu den ähnlichen Nachbarvillen Nizzastraße 11 und Nizzastraße 9

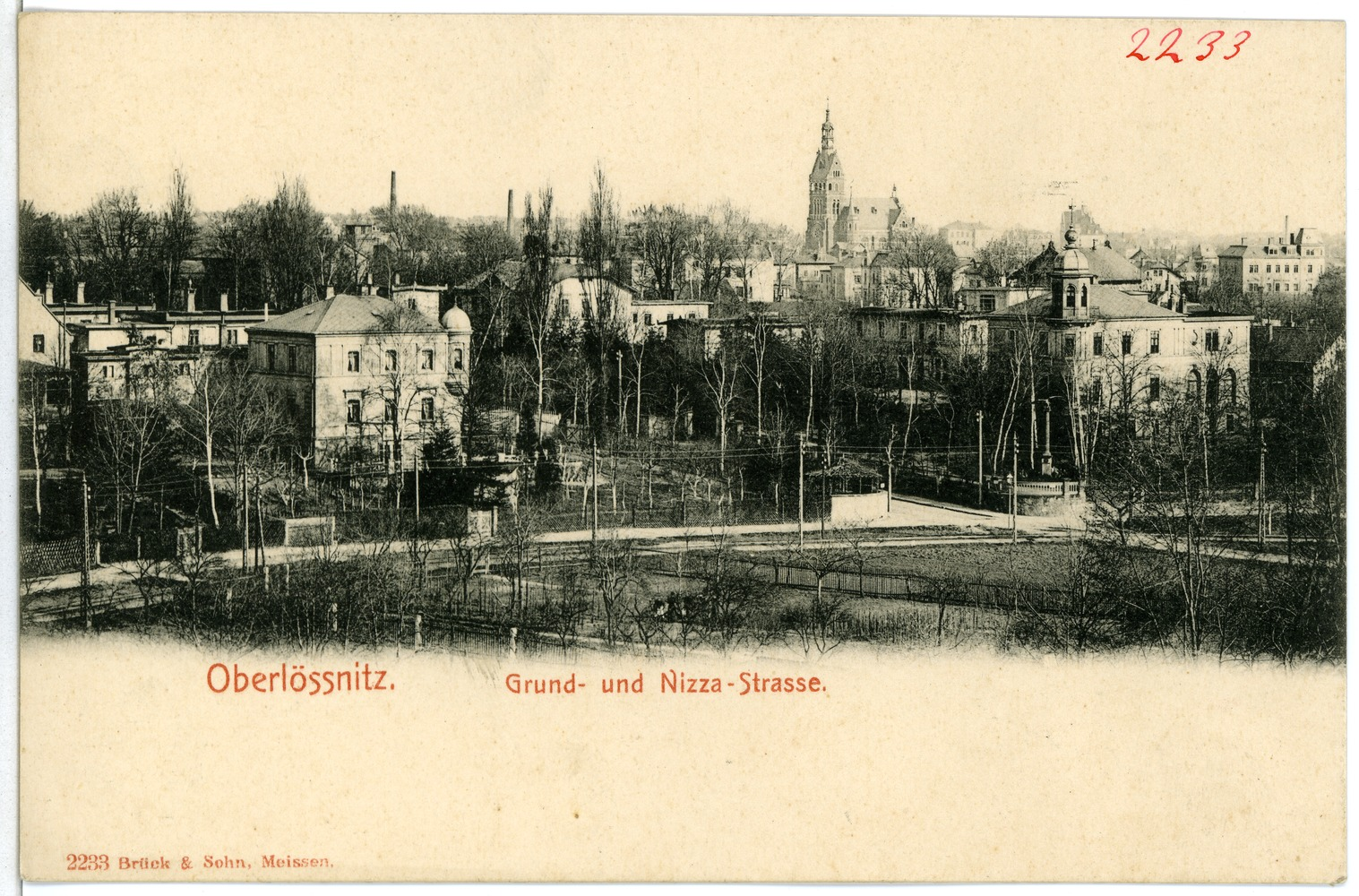
Blick von der Kreuzung der Nizzastraße bis zur Lutherkirche (1901); links hinter der Eckvilla der Blick auf die Seitenansicht der Nizzastraße 11 mit dem dahinterliegenden Anbau.

Die zusammen mit ihrer Einfriedung unter Denkmalschutz stehende, landhausartige Villa ist ein zweigeschossiger Bau auf einem Syenitsockel und mit einem sehr flachen, weit überstehenden Satteldach, das durch hölzerne Akroteren bekrönt wurde. Das Gebäude ist aufgrund der Gliederung und Verputzung stilistisch dem Spätklassizismus zuzuordnen, wobei es durch sein hohes Erdgeschoss und das vergleichsweise niedrige Obergeschoss auf griechische Vorbilder verweist. Im Gegensatz zu der stark veränderten Villa Agnes entspricht das Gebäude Nizzastraße 9 recht stark dem Originalzustand.
Die dreiachsige Hauptansicht des Gebäudes zeigt in Richtung Süden zur Nizzastraße, sie ist zugleich die Gartenansicht. Hinter dem Hauptgebäude steht ein etwas niedrigerer Wirtschaftsanbau.
Auf der linken Seite des Gebäudes befindet sich der Eingang in einer zweigeschossigen Holzveranda.
Die glatt verputzte Gebäudegruppe wird durch Sandsteingewände gegliedert. Die drei Fenster im Erdgeschoss der Hauptansicht tragen gerade Verdachungen, drumherum befindet sich ein beranktes Weinspalier. Die niedrigeren Fenster im Obergeschoss liegen zwischen zwei Gesimsen, die um das gesamte Gebäude herumlaufen, und werden jeweils auf beiden Seiten durch Putzpilaster gefasst, außen jeweils Spiegelfelder. Am Giebel findet sich Schabloniermalerei in Arabeskenform.
Die Einfriedung besteht aus einem Holzzaun.

## Geschichte
Der Serkowitzer Baumeister Moritz Ziller beantragte im Januar 1879 auf eigene Rechnung, das Grundstück Nizzastraße 9 zu bebauen, drei Wochen vor dem Antrag für die beiden östlich gelegenen Nachbargrundstücke, das Eckgrundstück Nizzastraße 13 (heute Lößnitzgrundstraße 2) gemeinsam mit dem Nachbargrundstück Nizzastraße 11. Die Bauarbeiten führte Moritz’ eigene Baufirma Gebrüder Ziller durch, die Baufertigstellung erfolgte im April 1880.
Der Hausbesitzer Theodor Beumelburg beantragte 1898 den Anbau von eingeschossigen Räumlichkeiten für Küche und Mädchenkammer an der Rückseite seines Hauses. Dieser Anbau erfolgte 1899 durch den Kötzschenbrodaer Baumeister F. A. Bernhard Große. Bereits ein Jahr später wurde der Anbau aufgestockt.

## Typgleiche Villen
- Villa Nizzastraße 11
- Villa Nizzastraße 12
- Villa Agnes (ehemals Nizzastraße 13, heute Lößnitzgrundstraße 2)